# لورا أشتون
لورا أشتون هي منفذة ‏ كندية، ولدت في عقد 1960 في مونتريال في كندا.